# Estany Frescau
L'Estany Frescau o Estany de la Frescal, és un llac d'origen glacial que es troba a 2.420 m d'altitud, a la capçalera de la vall Fosca, al Pallars Jussà, al nord-est del poble de Cabdella, en el terme municipal de la Torre de Cabdella.
La seva conca està formada per unes carenes situades entre el Tuc de Saburó, al nord-est, el Pic de la Mainera, a l'est, la Pala Pedregosa de Llessui al sud-est i les Pales de Colomina al nord-oest.
Pertany al grup de vint-i-sis llacs d'origen glacial de la capçalera del Flamisell, interconnectats subterràniament i per superfície entre ells i amb l'Estany Gento com a regulador del sistema. Rep les aigües de la muntanya i des dos estanyets petits situats al seu nord, que les reben de l'Estany de Mar, i les seves aigües van a l'Estany Gento.